# Línea 3 (Metrovalencia)
La Línea 3 del metro de Valencia es un servicio de ferrocarril metropolitano integrado en la red de Metrovalencia. Su trazado es de 25 kilómetros, divididos por un tramo en superficie (Rafelbunyol-Almássera) y otro soterrado que comprende desde Alboraia-Peris Aragó hasta el aeropuerto de Valencia.
Tiene sus orígenes en la antigua línea de tren suburbano de FEVE (conocidas popularmente como el trenet) que conectaba la estación de «Valencia-Pont de Fusta» con la localidad de Rafelbuñol. El 5 de mayo de 1995 fue reinaugurada como parte de la nueva red de metro de Valencia.

## Historia
El origen de la línea proviene la antigua línea del  trenet que conectaba la estación Valencia-Pont de Fusta con Rafelbuñol, el antiguo trazado discurría en superficie desde la estación de Palmaret en Alboraya hasta la estación de Pont de Fusta por lo que hoy es la avenida de Alfauir, también en ese tramo estaba el apeadero de San Lorenzo. Los viajeros procedentes de la línea de Rafelbuñol pueden llegar a la estación de Pont de Fusta realizando transbordo con la línea 4 de Metrovalencia en la estación de Benimaclet. 
Con el fin de hacer llegar la línea 3 hasta el centro de la ciudad de Valencia se proyectó un túnel bajo la misma en 1992. El 5 de mayo de 1995 se inauguró el tramo entre la estación de Palmaret (en superficie hasta 2010), situada en el barrio homónimo de Alboraya, y la de Alameda situada bajo el Puente de la exposición. 
Posteriormente, el 16 de septiembre de 1998, esta línea fue prolongada hasta la estación de Avinguda del Cid. En esta ampliación se construyó también un ramal técnico que está entre las estaciones de Colón y Jesús. Este ramal comienza pocos metros antes de llegar a la estación de Xàtiva, y acaba a unos metros de distancia de la estación de Jesús. De manera que las líneas 1 y 2 quedaron unidas a la línea 3, y en 2003 el ramal fue traspasado a la línea 5. Posteriormente, en 2015 el ramal fue traspasado a la actual línea 7.
El 20 de mayo de 1999 se llevó a cabo la prolongación hasta la estación de Mislata Almassil en la vecina localidad de Mislata.
En abril de 2007 se abrió al público el tramo de prolongación entre Mislata Almassil y el Aeropuerto de Manises.
A principios de 2008 comenzó el soterramiento de las vías de la Línea 3 de Metrovalencia a su paso por la localidad Alboraya, dando lugar a dos estaciones subterráneas (Alboraia-Palmaret y Alboraia-Peris-Aragó). La línea vuelve a salir a la superficie al pasar la localidad, a la altura del Barranco del Carraixet.
La línea, que es la de más afluencia de pasajeros, discurre en superficie desde Rafelbuñol hasta la estación de Almácera y bajo tierra desde Alboraia Peris Aragó hasta el final de línea, en Aeroport. Los túneles de la línea 3 son diferentes en distintos tramos. Desde Alboraia Peris Aragó hasta Alameda, el túnel es de doble vía. A partir de Alameda, la línea 3 comparte infraestructura con la 5 y la 9, así como con la 7 desde esa estación hasta 10 metros antes de la estación de Xàtiva, mientras que los túneles pasan a ser de vía única teniendo sección circular y discurriendo en paralelo (o superpuestos en la estación de Xàtiva). Esta configuración se mantiene hasta la estación de Avinguda del Cid, desde la cual y hasta Aeroport vuelve a ser de doble vía.
Las unidades UTE (Unidad de Tren Eléctrico) serie 3900 construidas en 1995 fueron las primeras unidades que prestaron servicio a esta línea, recogiendo la tensión para los motores de tracción a través de los pantógrafos situados en los coches motores de cada unidad. También prestaron servicio algunas unidades de trenes articulado (UTA) de la serie 3700 cuando el ramal técnico Colón-Jesús pertenecía a la línea 3. En la actualidad las que dan servicio a la línea 3 son las unidades de la serie 4300, al igual que en el resto de las líneas de metro. El sistema de catenaria entre Alameda y Avenida del Cid es a través de un raíl fijo en las bóvedas de los mismos, mientras que en la mayoría de los túneles de doble vía, el sistema de catenaria es convencional. En todos los ramales en superficie el sistema de catenaria es también convencional.
Dentro de las actuaciones previstas se encuentran los proyectos de desdoblamiento de la vía en los tramos entre Alboraia-Peris Aragó y Almàssera; Museros y Albalat dels Sorells; y Rafelbuñol y Masamagrell.
Desde el día 30 de octubre hasta el 2 de diciembre de 2024, a consecuencia de las graves inundaciones acontecidas en la provincia de Valencia, el servicio en esta línea fue suspendido.

## Arquitectura
En 1995 se inauguraron tres estaciones de la línea 3 del Metro de Valencia (Hermanos Machado, Benimaclet y Facultats-Manuel Broseta), que realizaron Lourdes García Sogo y Carlos Meri Cucart. Las estaciones se diferencian a partir de franjas de mármoles de colores. En ellas se exponen murales y esculturas de artistas valencianos, como Carmen Calvo, Artur Heras o Rosa Torres entre otros. Las tres estaciones están incluidas en la Guía de Arquitectura de España 1920-2000 de Antón Capitel como así también en el catálogo de Arquitectura Moderna y Contemporánea de la Comunidad Valenciana elaborado por Carmen Jordá Such y su equipo y en el libro Historia de la ciudad: recorrido histórico por la arquitectura y el urbanismo de la ciudad de Valencia de Sonia Dauksis Ortola y Francisco Taberne.
Además de las mencionadas, los arquitectos realizaron la estación Estación de Alboraia Palmaret la cual fue ornamentada con la obra Lápida-Mural de Carmen Calvo.
En 1995, junto con las 3 estaciones mencionadas al principio, también se inauguró la Estación de Alameda diseñada por el arquitecto Santiago Calatrava, que pasa debajo del antiguo cauce del río Turia a la altura del paseo de la Alameda de Valencia, bajo el puente de la Exposición.

## Correspondencias
La línea  conecta con:
- Línea  en la estación de Àngel Guimerà.
- Línea  en la estación de Àngel Guimerà.
- Línea  en la estación de Benimaclet.
- Línea  de Alameda a Aeroport.
- Línea  en la estación de Benimaclet.
- Línea  de Alameda a Colón.
- Línea  de Alboraia Peris Aragó a Roses.
- Línea  conecta a través de una pasarela peatonal Alacant-Xàtiva (en construcción).
- Línea   conecta a través de una pasarela peatonal València Estació del Nord-Xàtiva
- Línea   conecta a través de una pasarela peatonal València Estació del Nord-Xàtiva
- Línea   conecta a través de una pasarela peatonal València Estació del Nord-Xàtiva
- Línea   conecta a través de una pasarela peatonal València Estació del Nord-Xàtiva
- Línea   conecta a través de una pasarela peatonal València Estació del Nord-Xàtiva
- MD conecta a través de una pasarela peatonal València Estació del Nord-Xàtiva

## Futuro
A finales de 2021 se presentó el Plan de Movilidad Metropolitano (PMoMe) de València 2022-2035, el cual proyecta la creación de un nuevo túnel entre las estaciones de Alameda y Bailén (con una nueva estación en la Plaza del Ayuntamiento) para poder eliminar el cuello de botella que se crea en el centro de la ciudad entre las estaciones de Alameda y Colón y poder así mejorar las frecuencias y la fluidez. Esto supondría el cambio del recorrido de la línea 3, que tomaría el nuevo túnel a partir de Alameda hasta llegar a Torrent Avinguda.

## Lugares a los que la línea da servicio
- Estadio del Levante (estación de Machado).
- Campus de Blasco Ibáñez (Universidad de Valencia), Hospital Clínico y Clínica Quirón (estación de Facultats-Manuel Broseta).
- Zona comercial (estación de Colón).
- Estación del Norte y Plaza de Toros (estación de Xàtiva).
- Jefatura Superior de Policía y Biblioteca Pública de Valencia (estación de Àngel Guimerà).
- Hospital General Universitario de Valencia (estación de Nou d'Octubre).
- Hospital de Manises (estación de Salt de l’Aigua).
- Aeropuerto de Valencia (estación de Aeroport).

## Estaciones

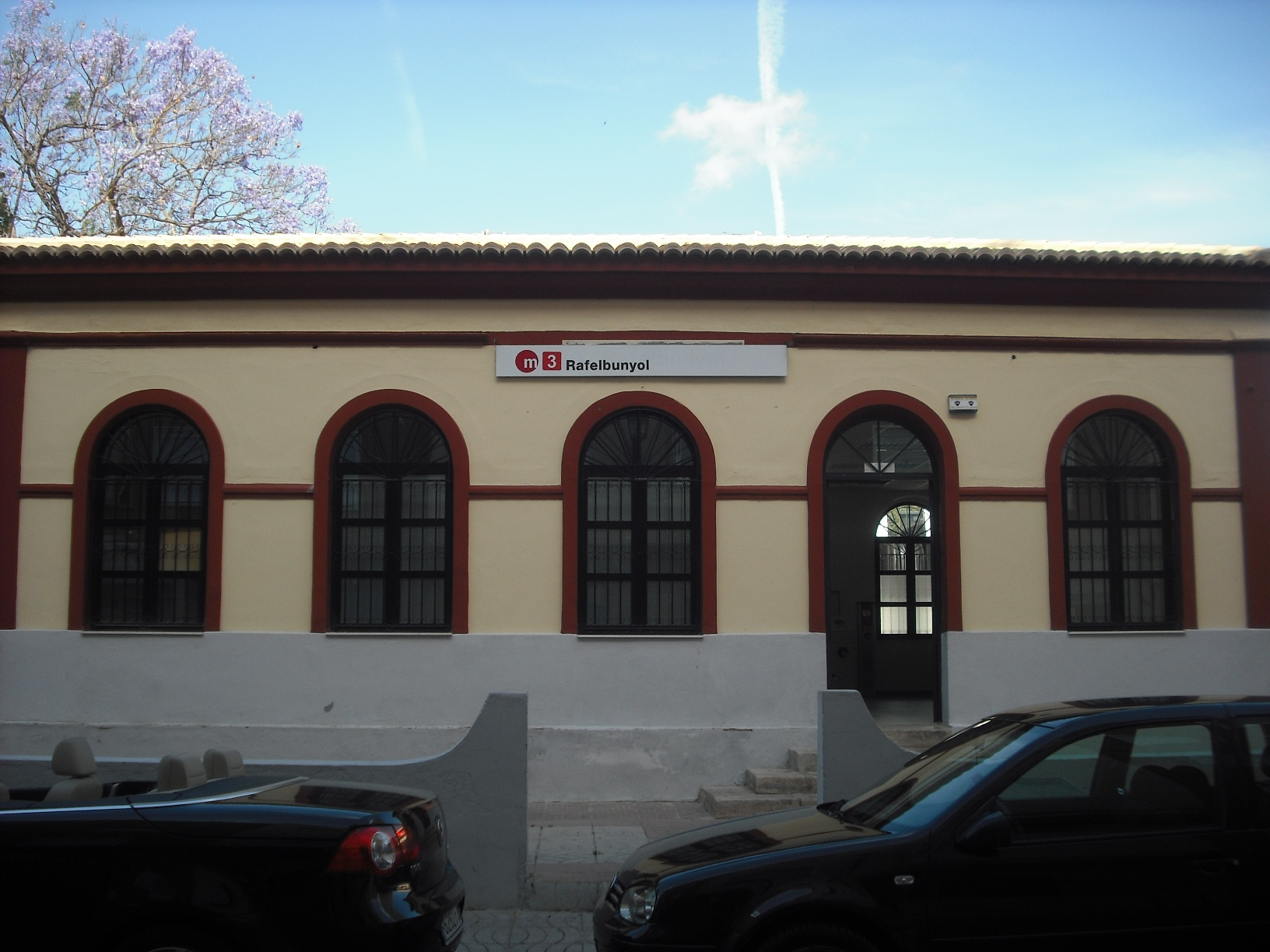
Rafelbuyol
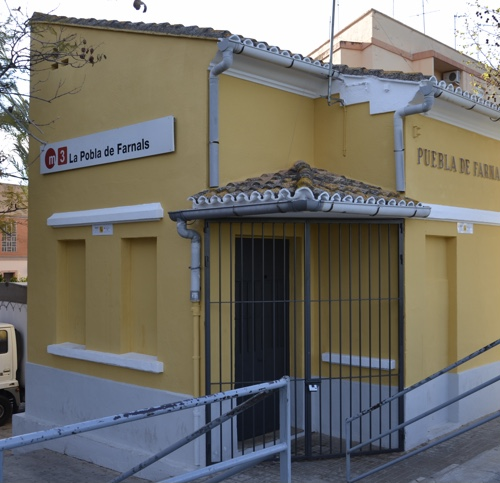
La Pobla de Farnals
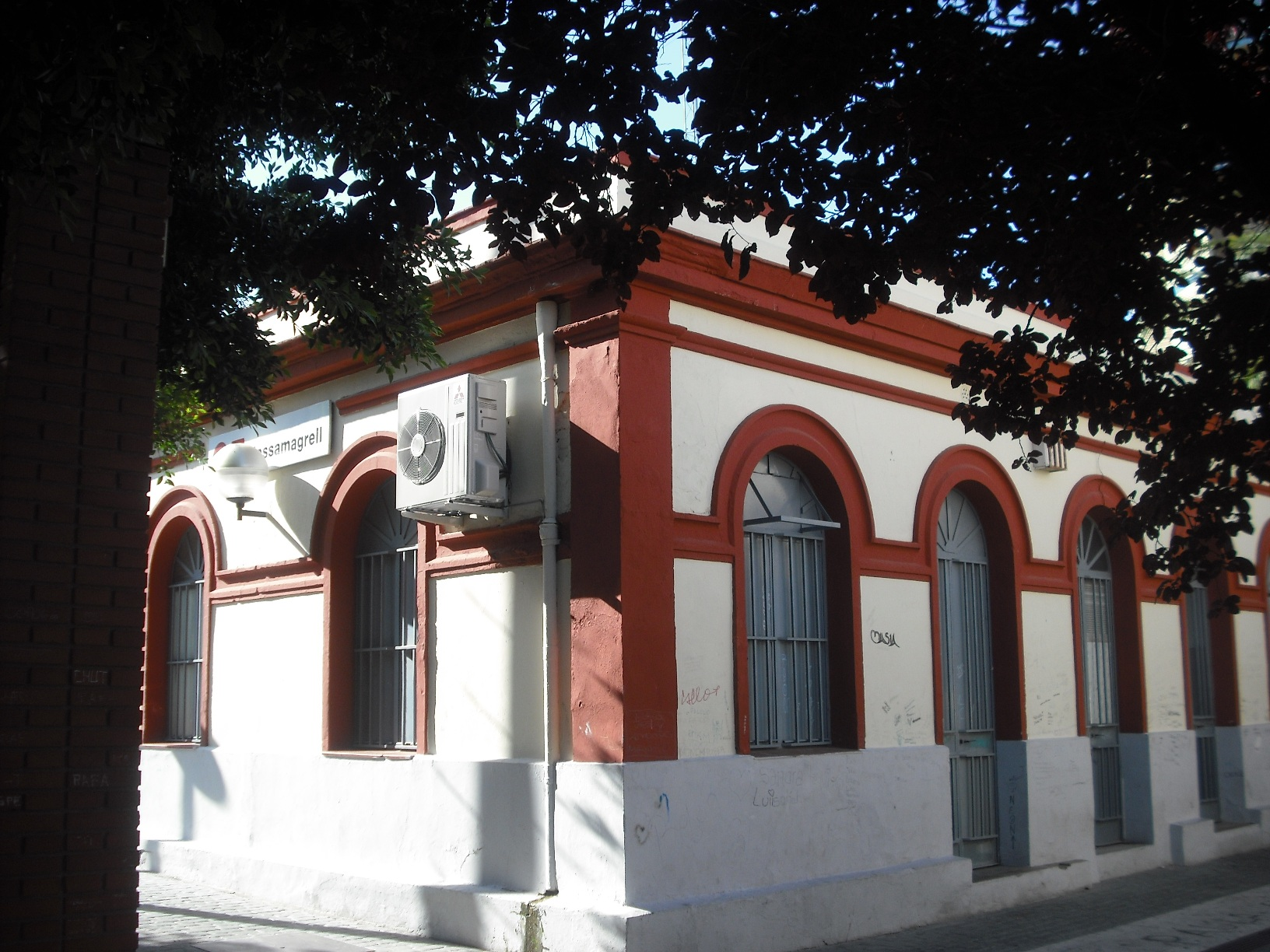
Masamagrell
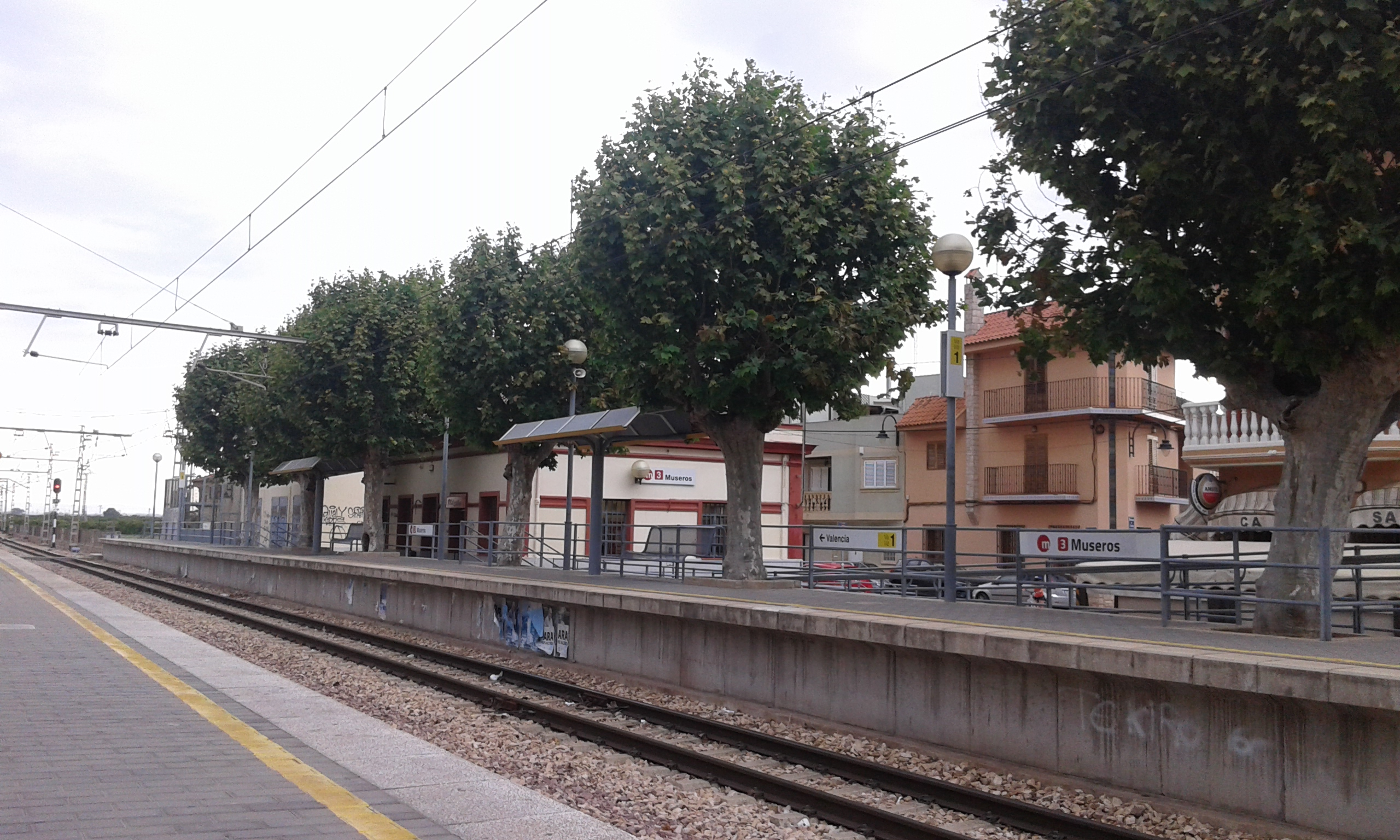
Museros
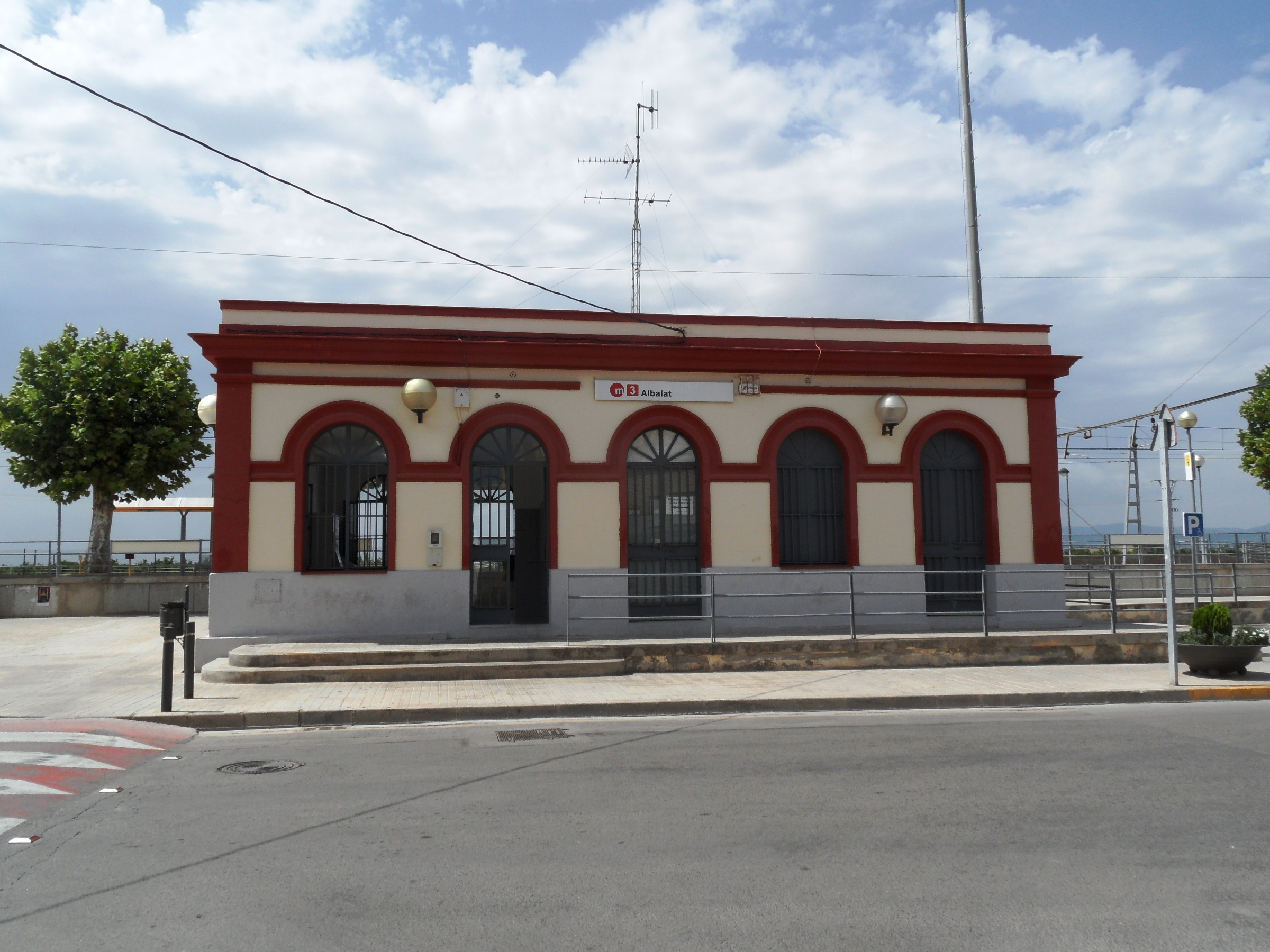
Albalat dels Sorells
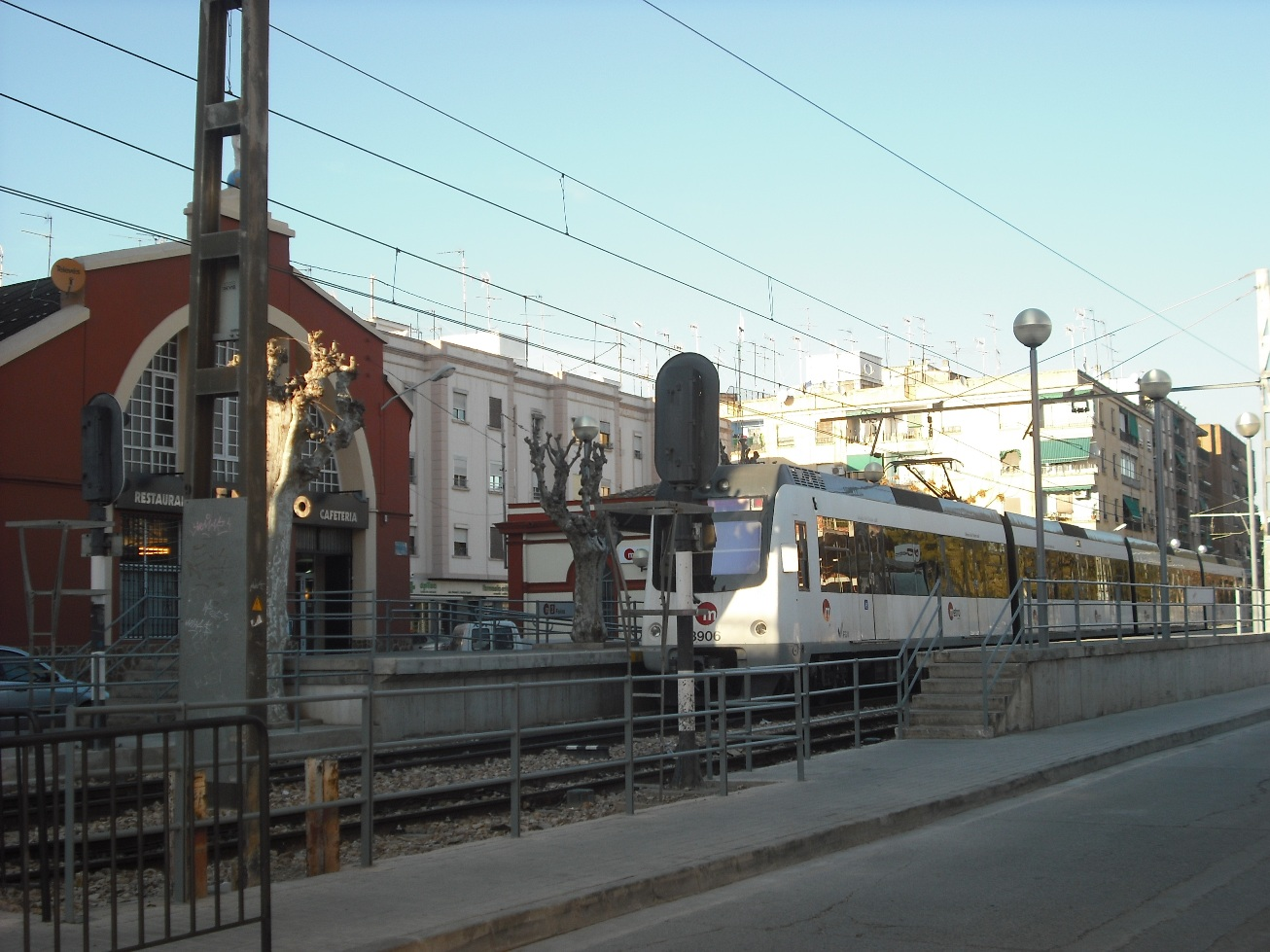
Foyos
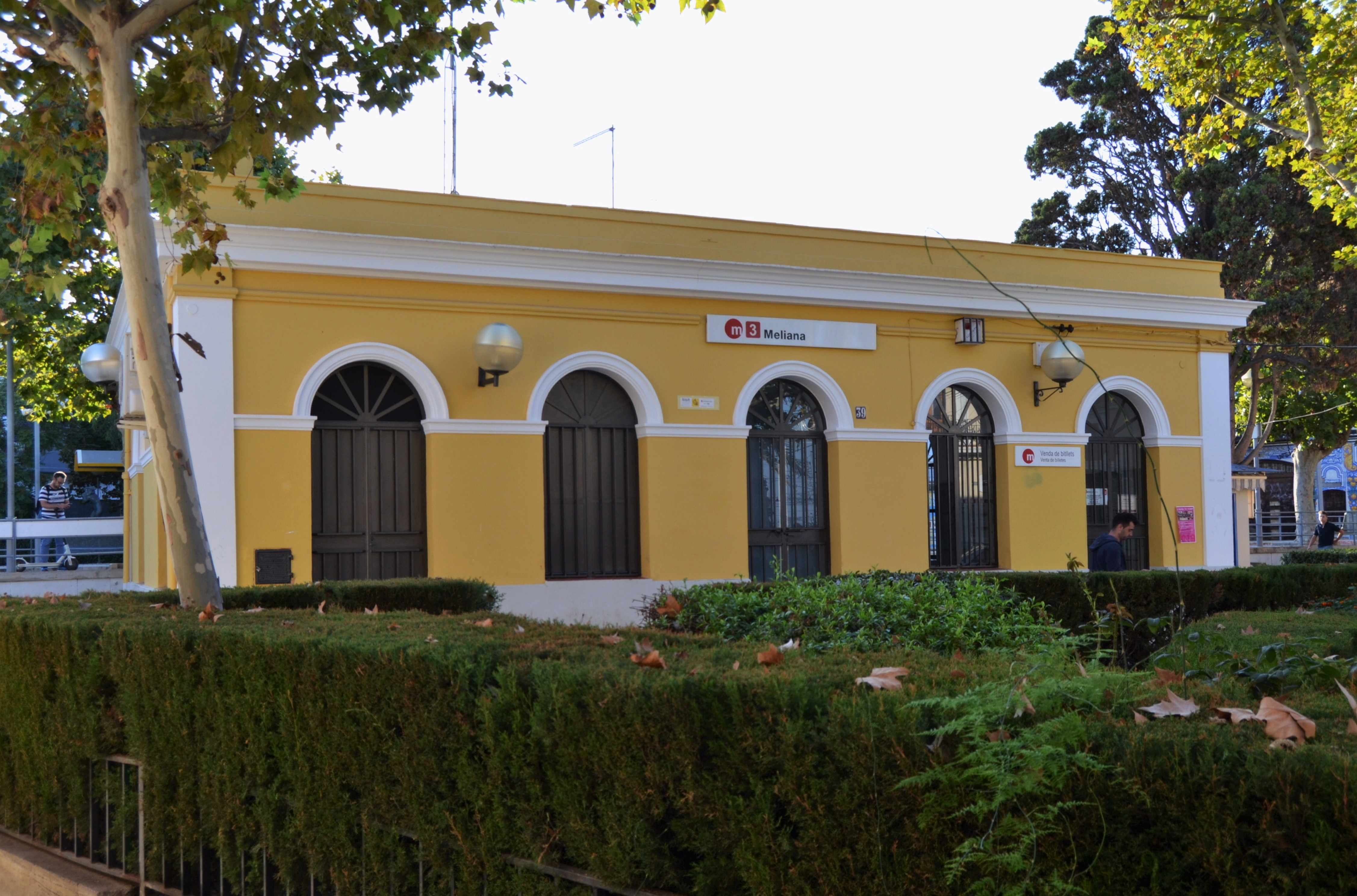
Meliana
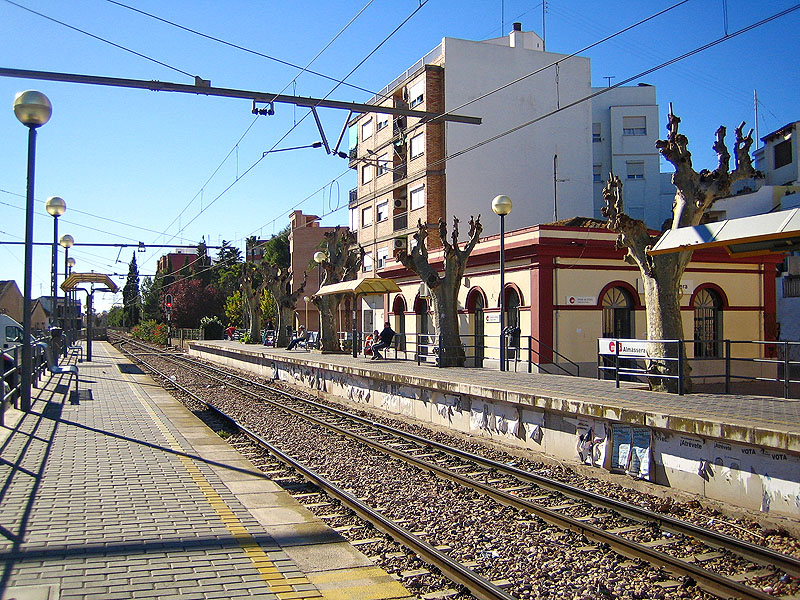
Almácera
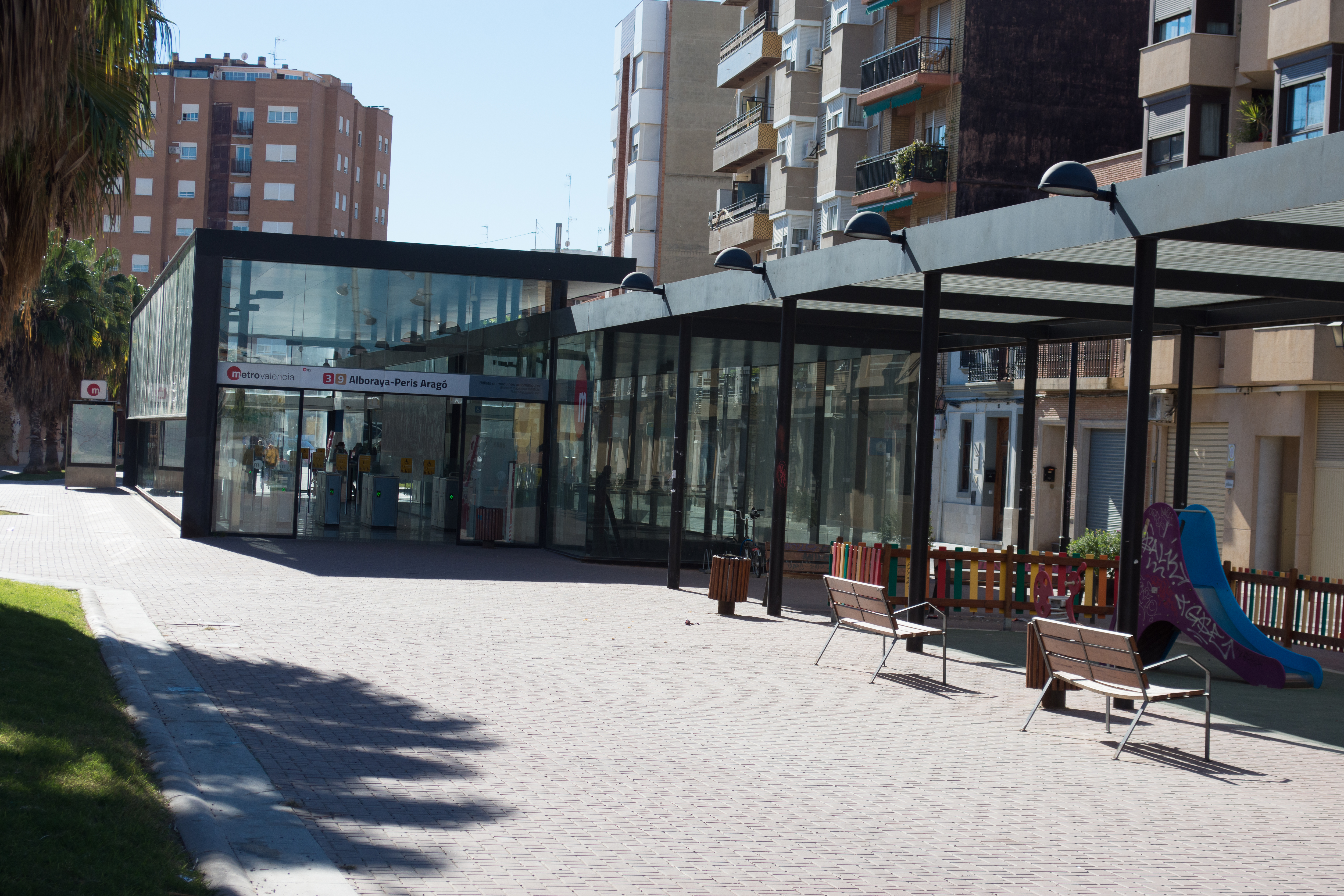
Alboraya Peris Aragó
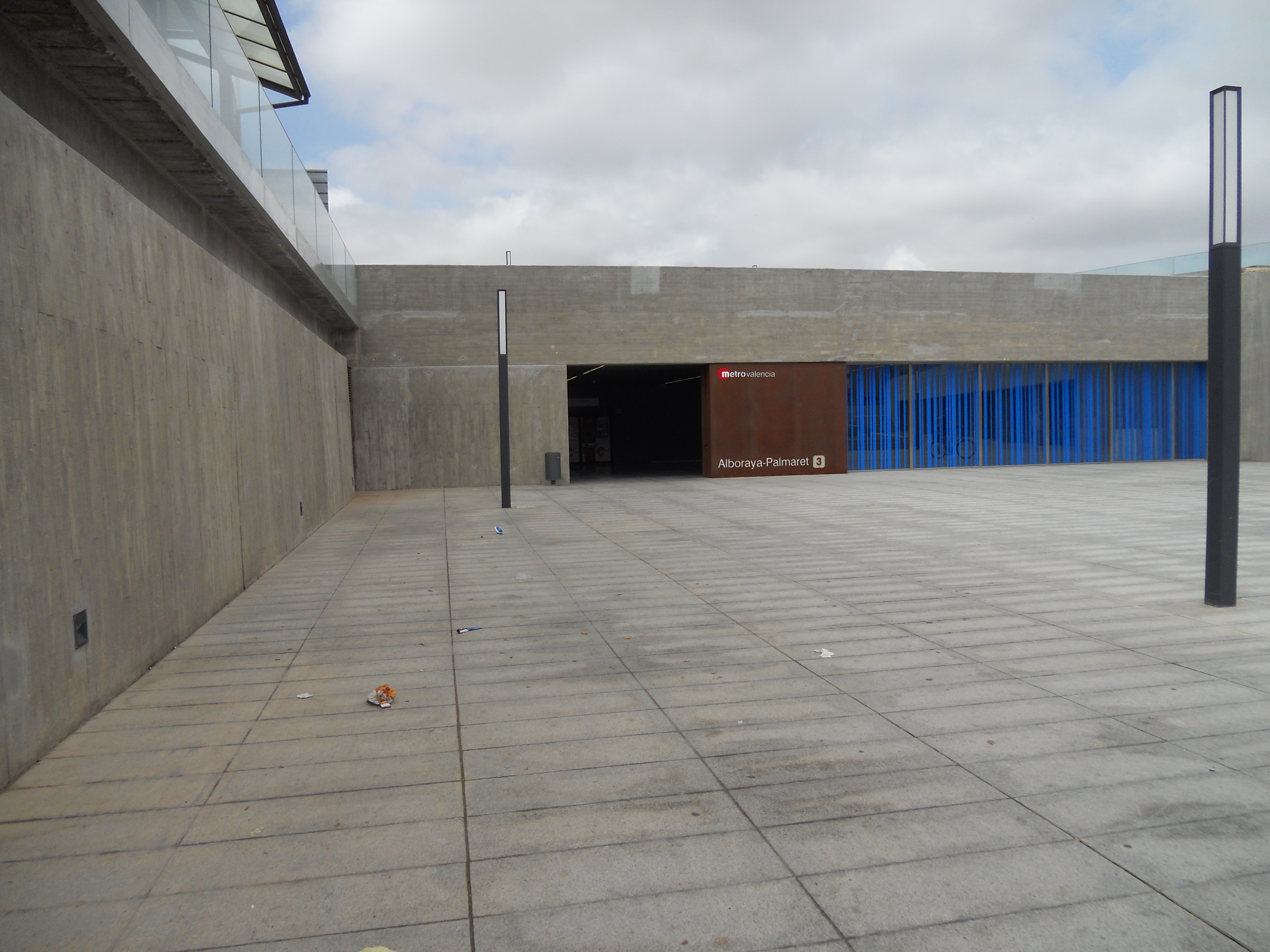
Alboraya Palmaret
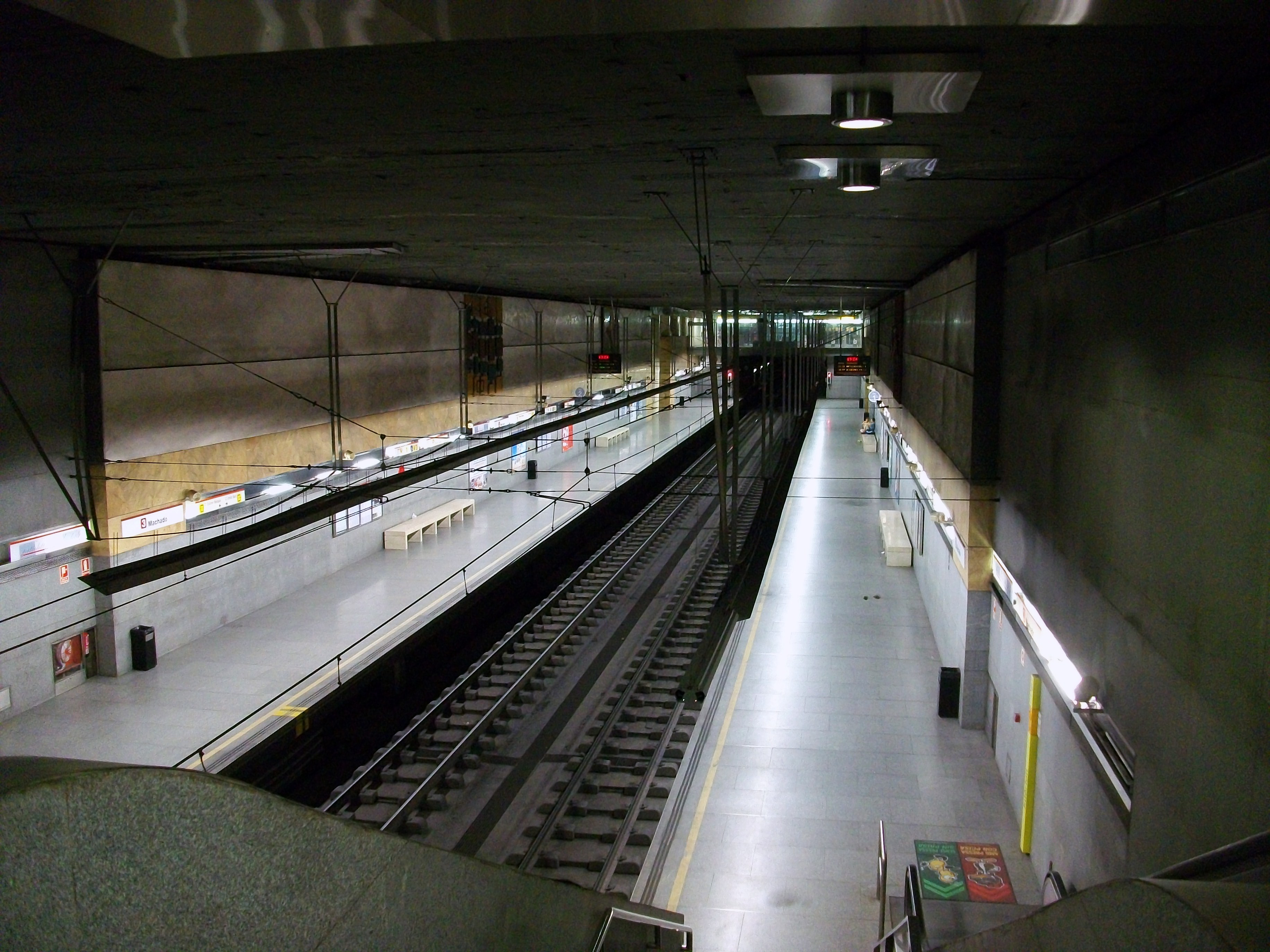
Machado
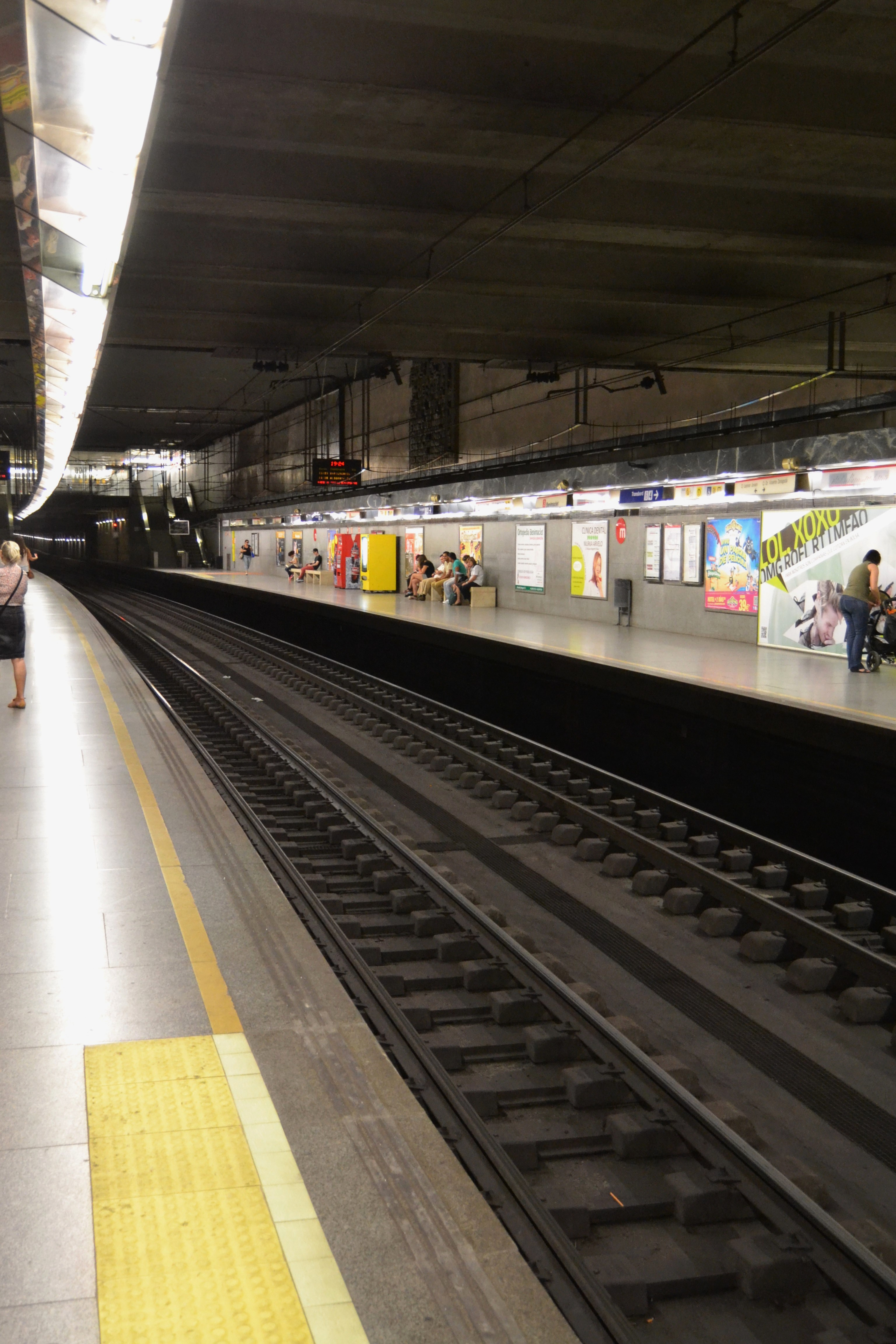
Benimaclet
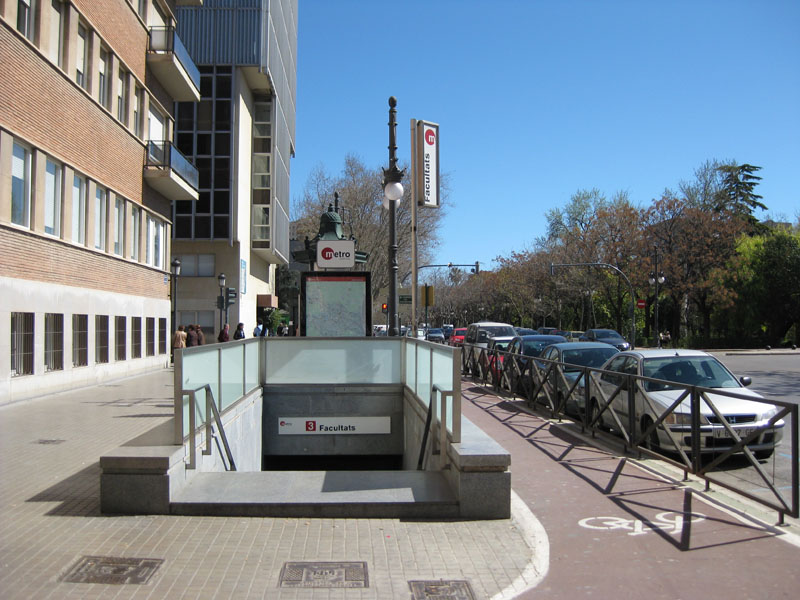
Facultats - Manuel Broseta
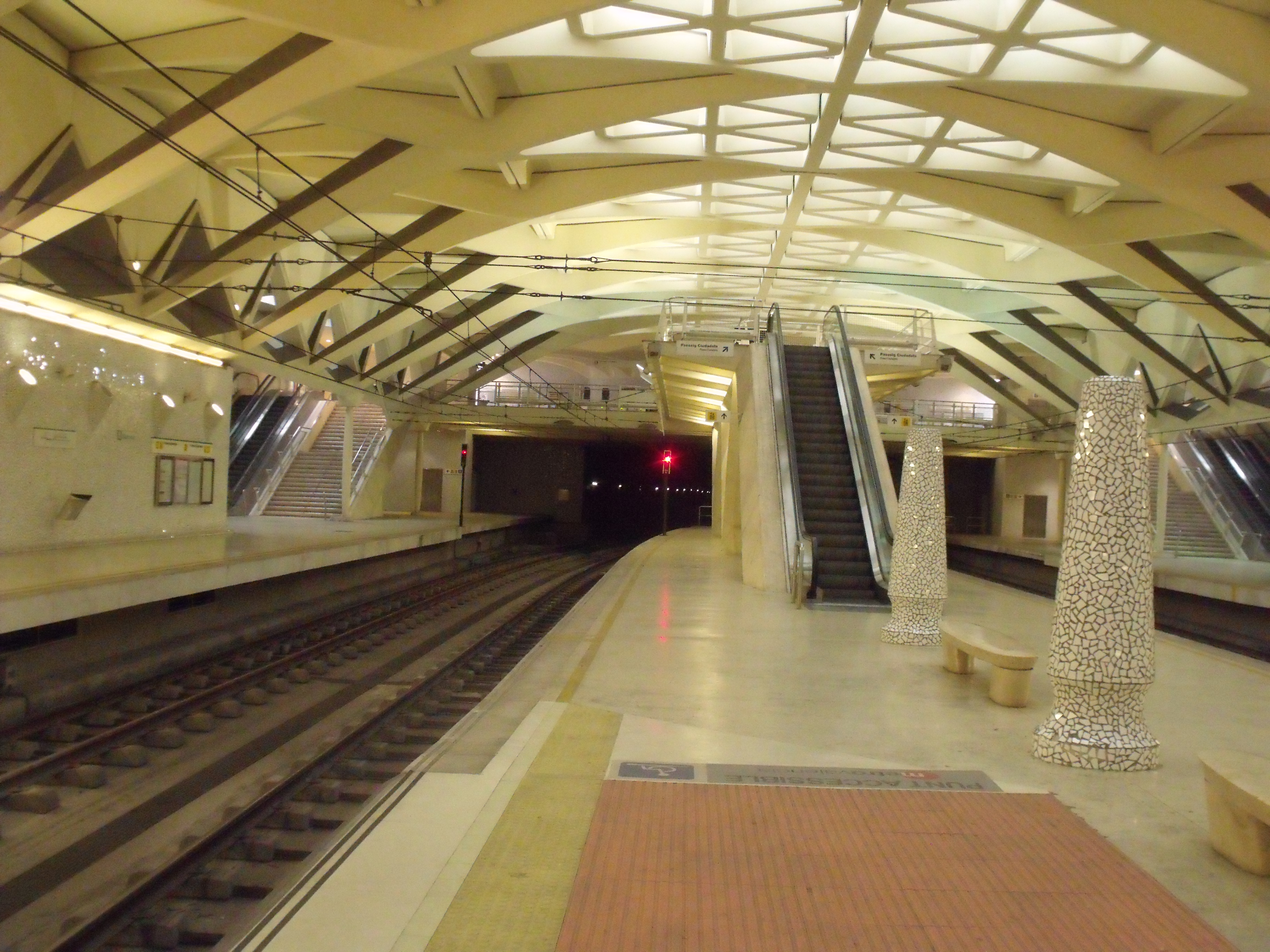
Alameda
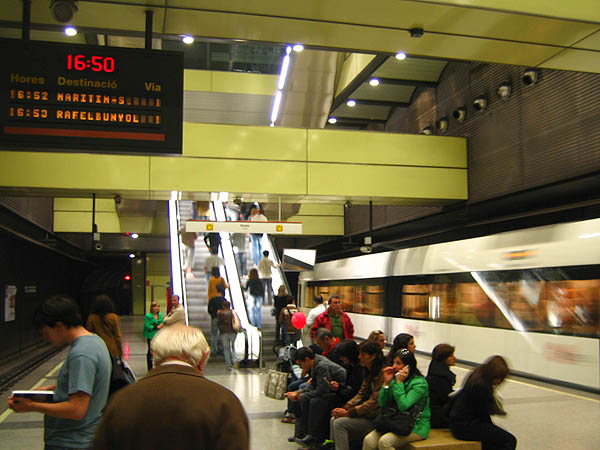
Colón
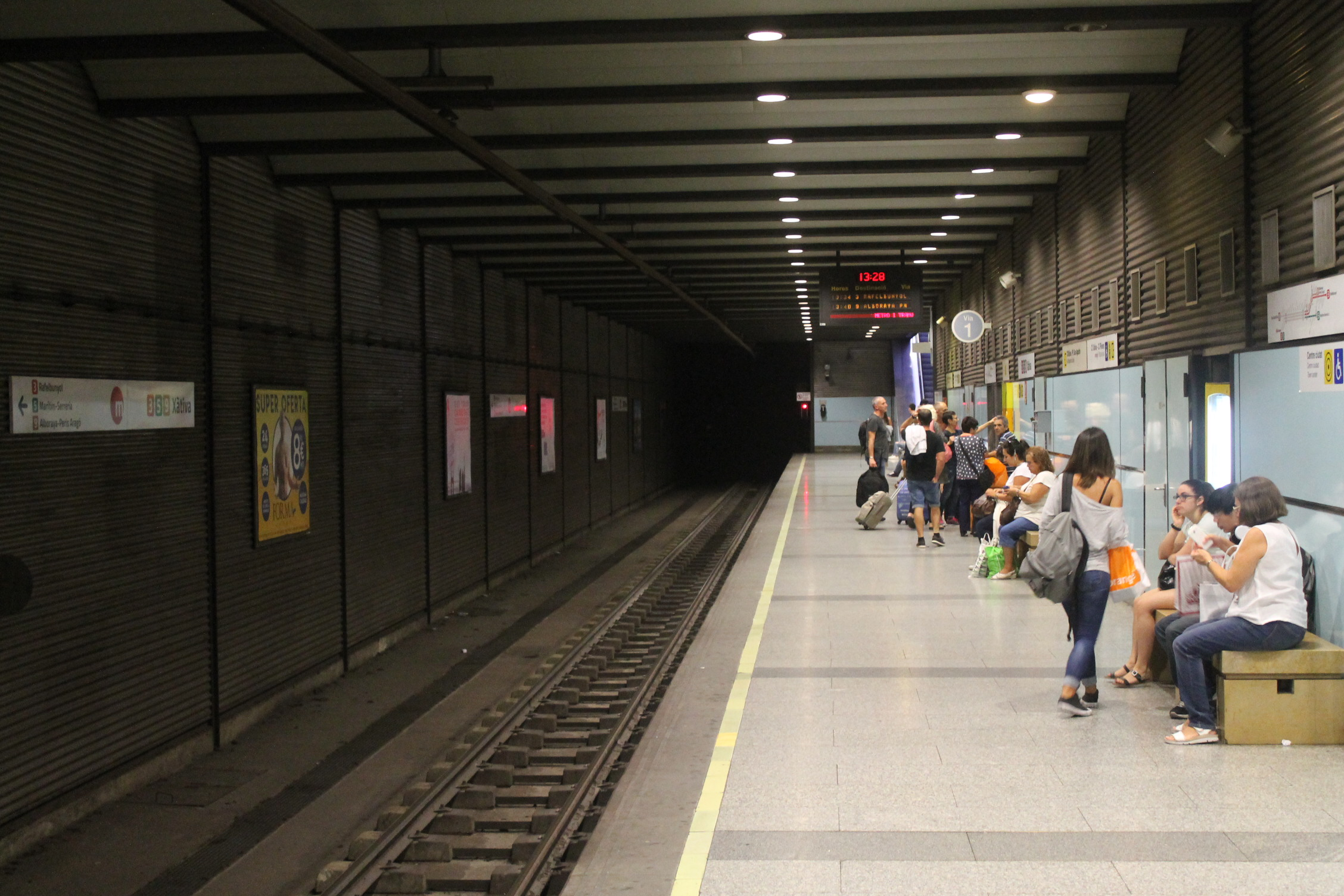
Xàtiva
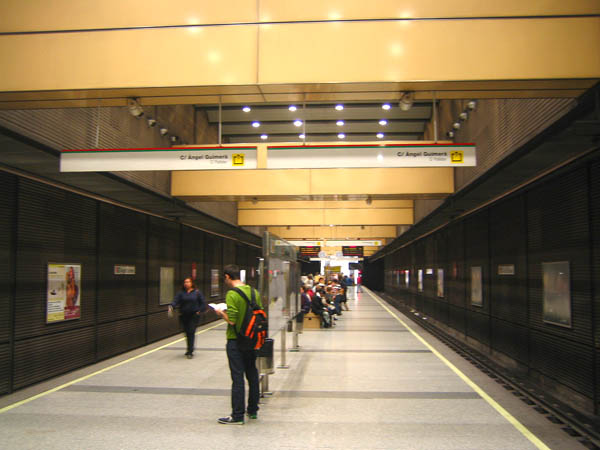
Àngel Guimerà
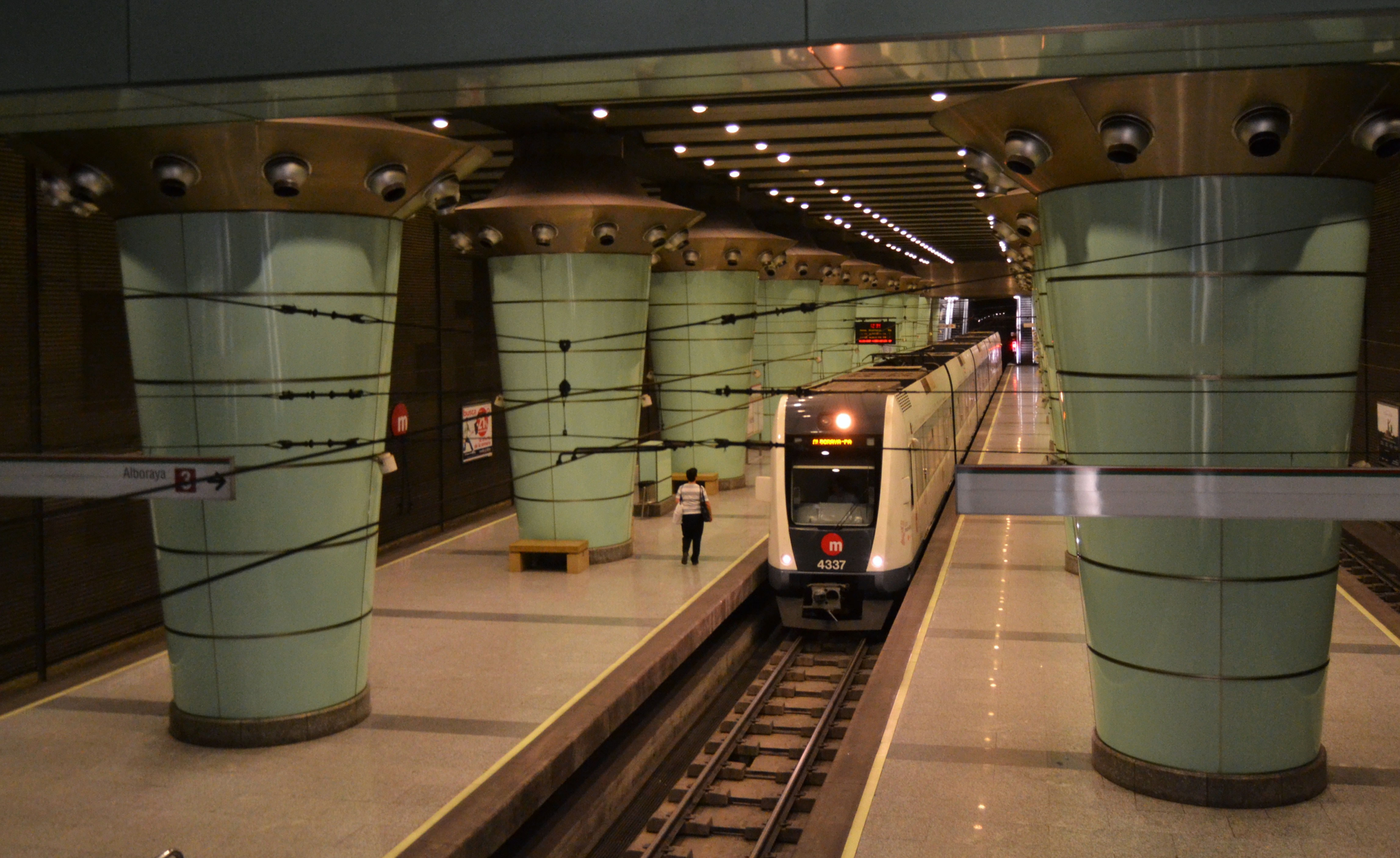
Avinguda del Cid
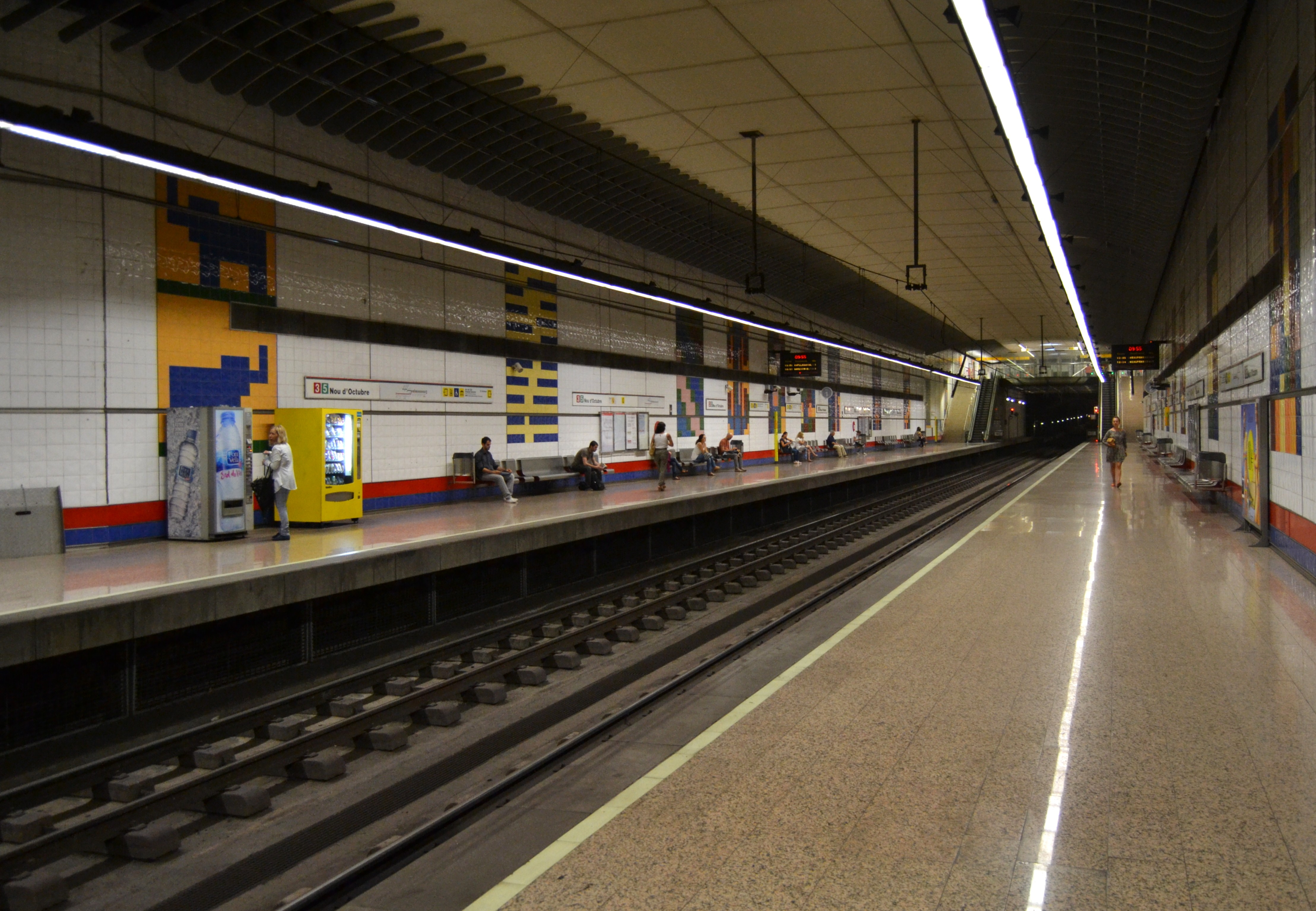
Nou d'Octubre
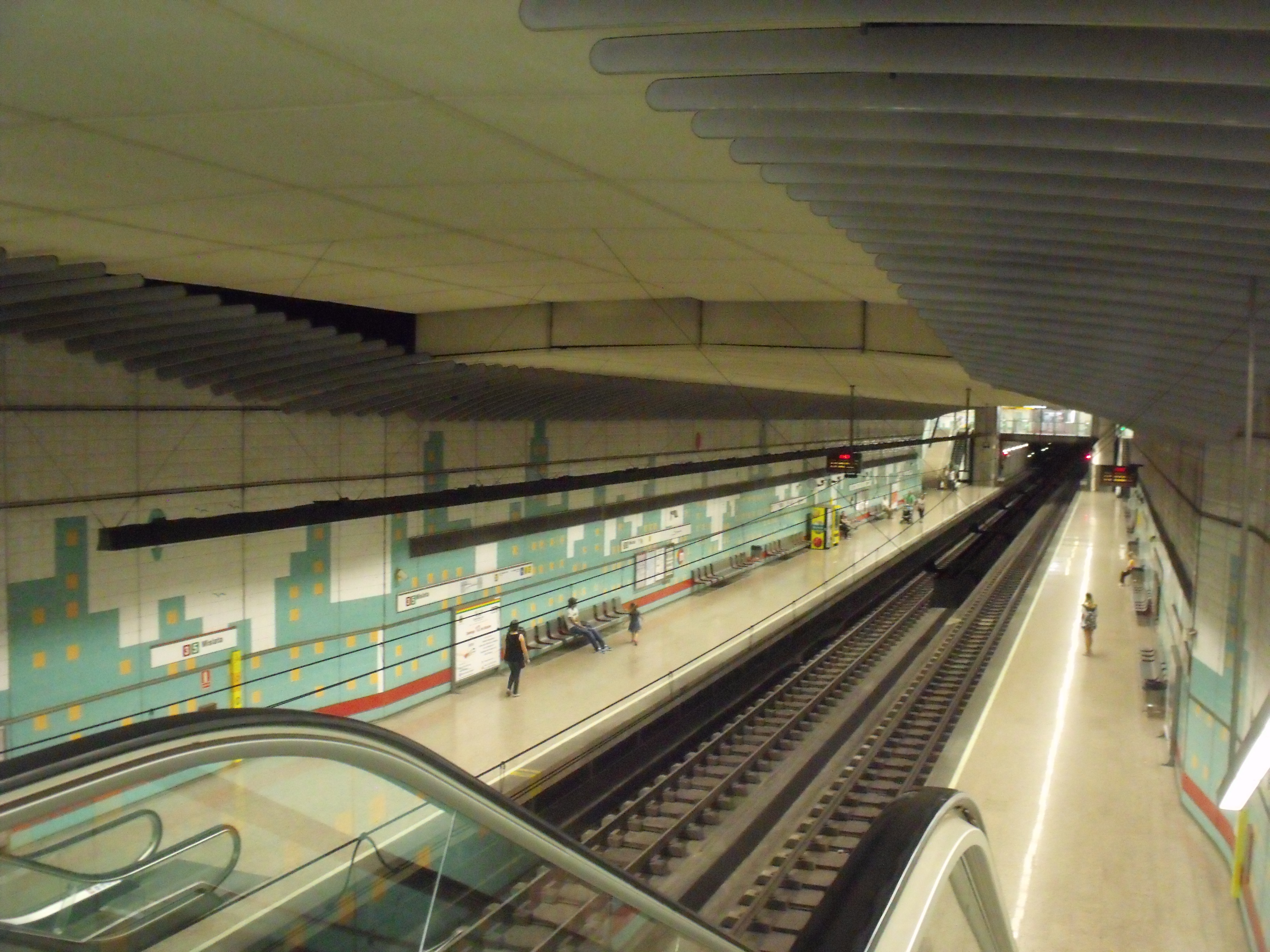
Mislata
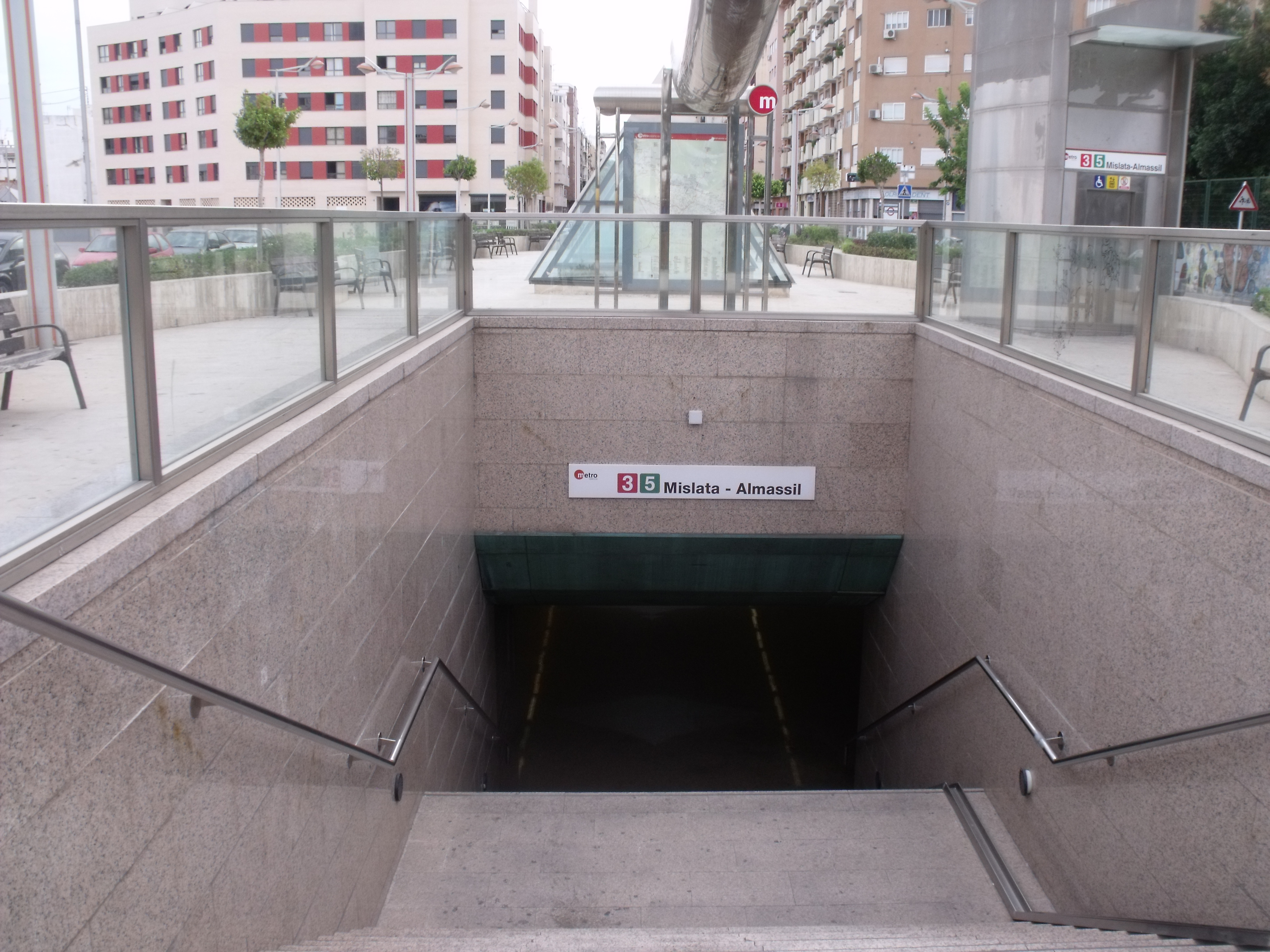
Mislata Almassil
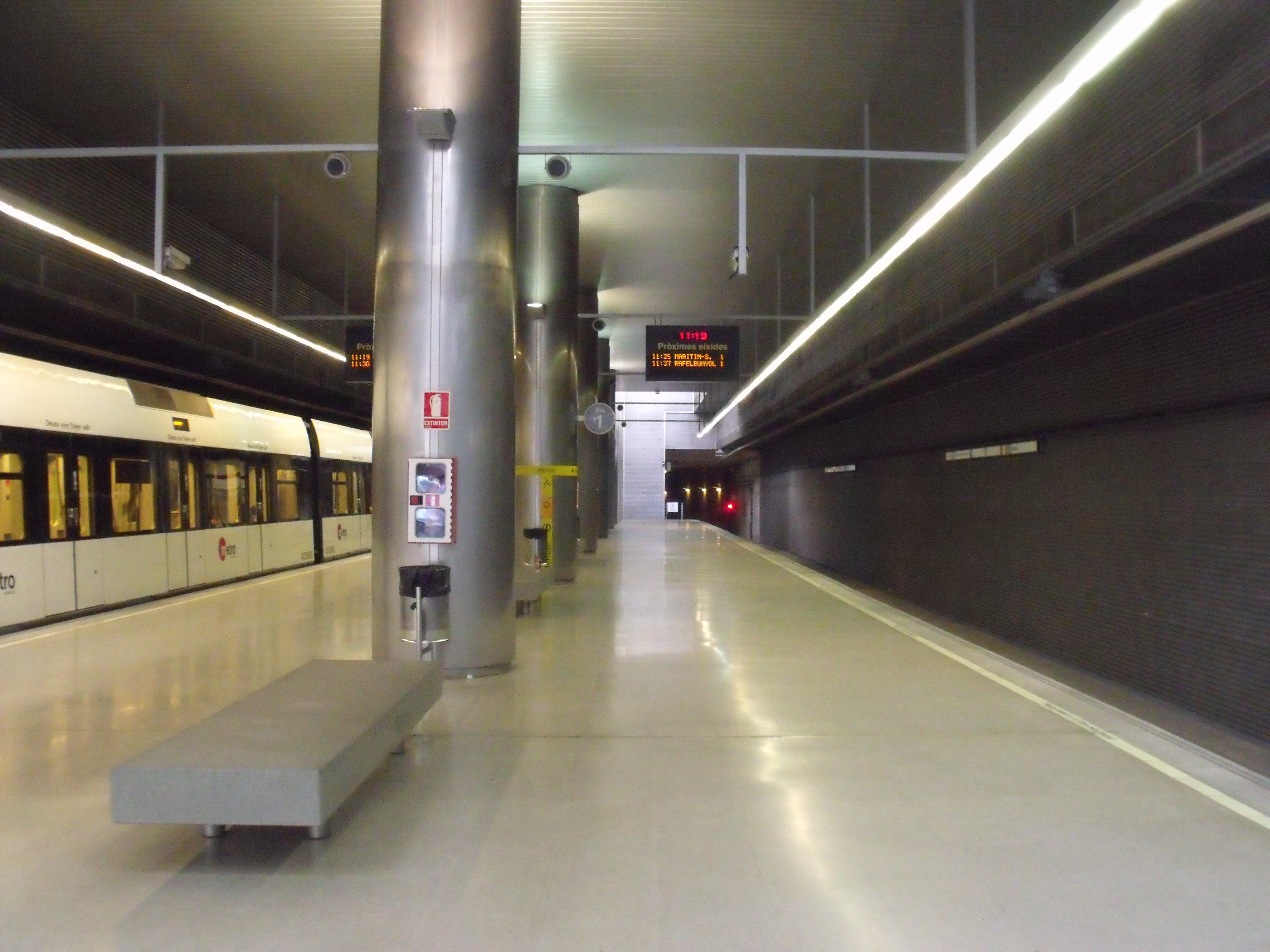
Faitanar
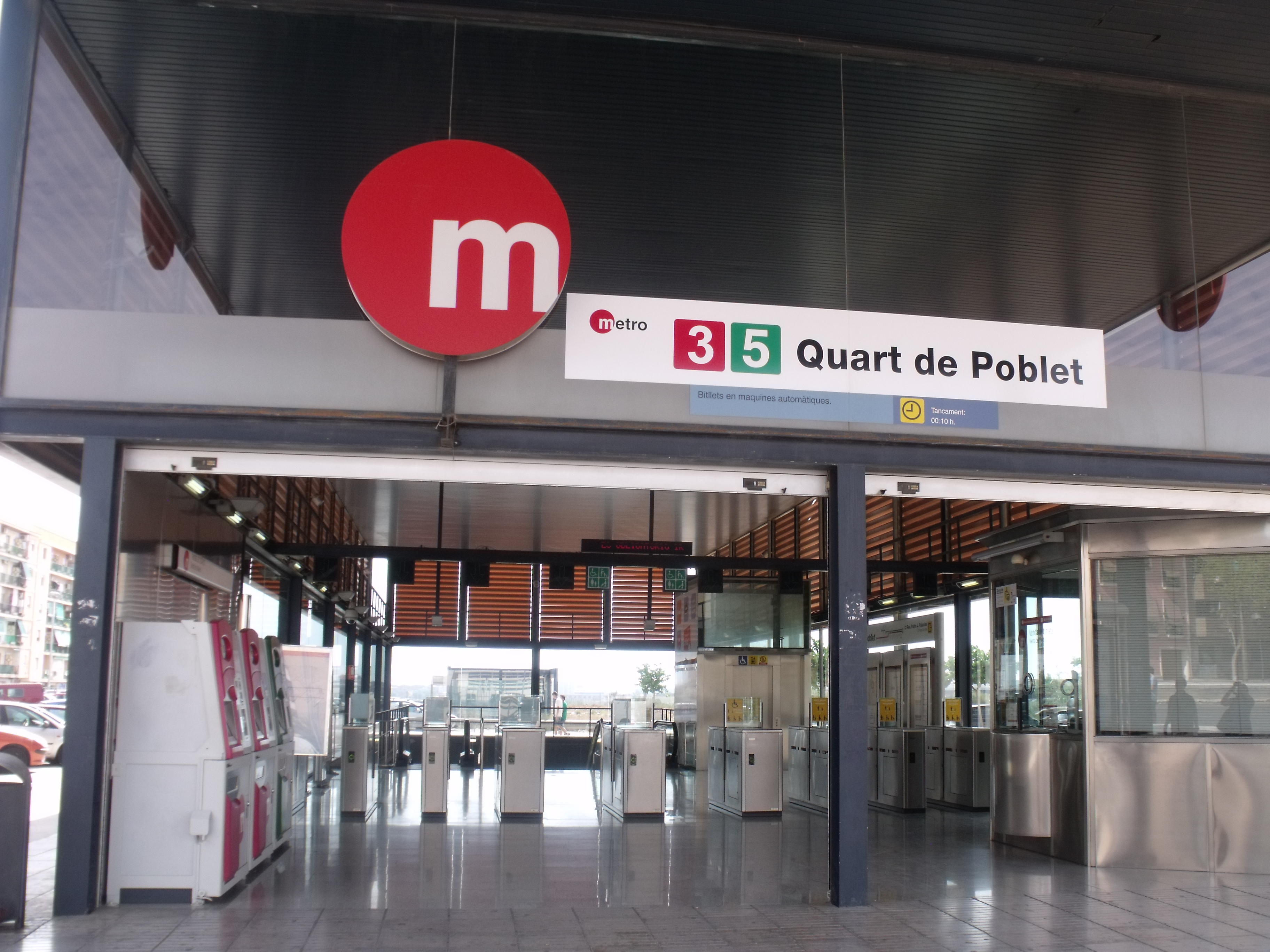
Cuart de Poblet
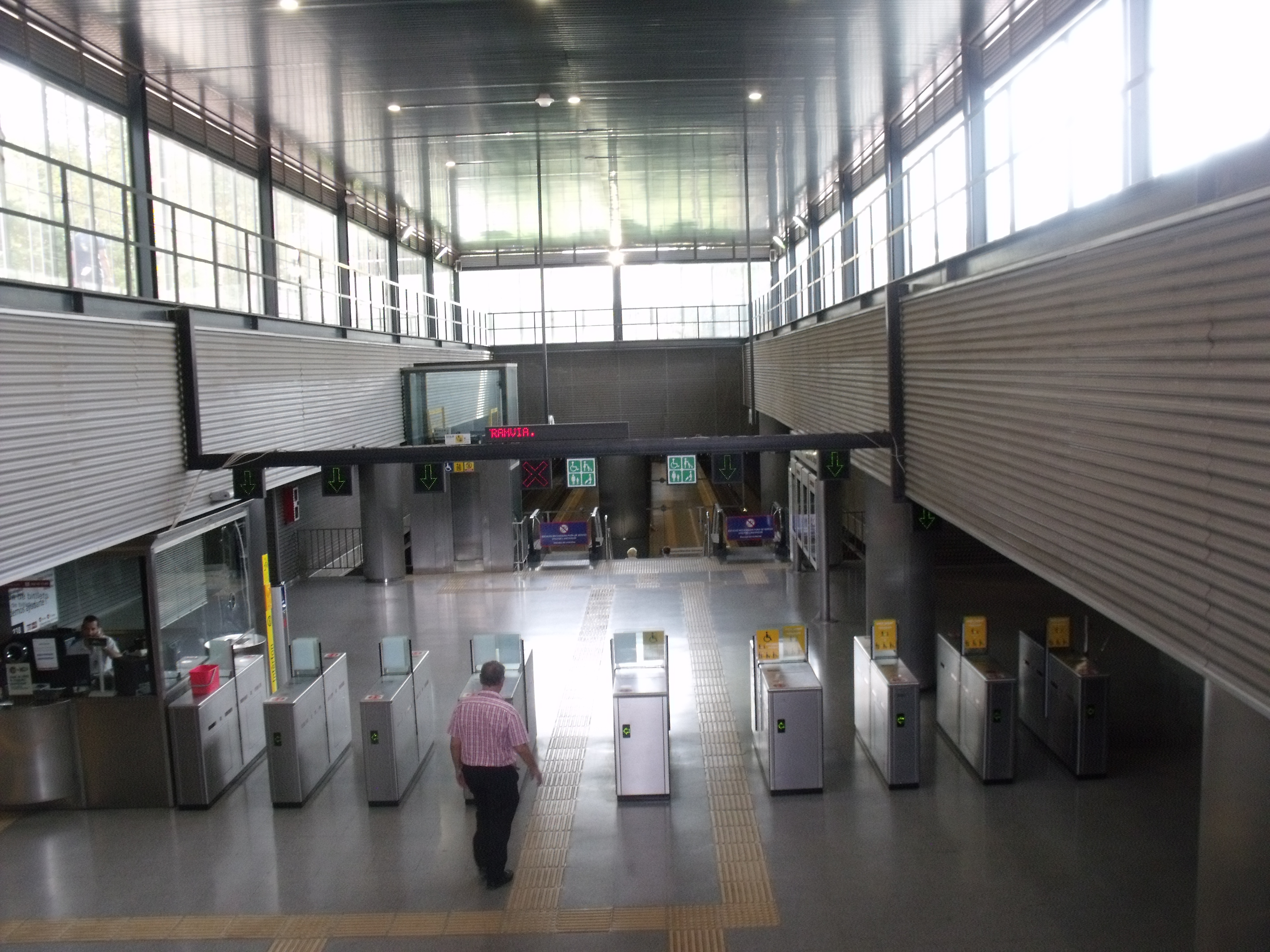
Salt de l'Aigua
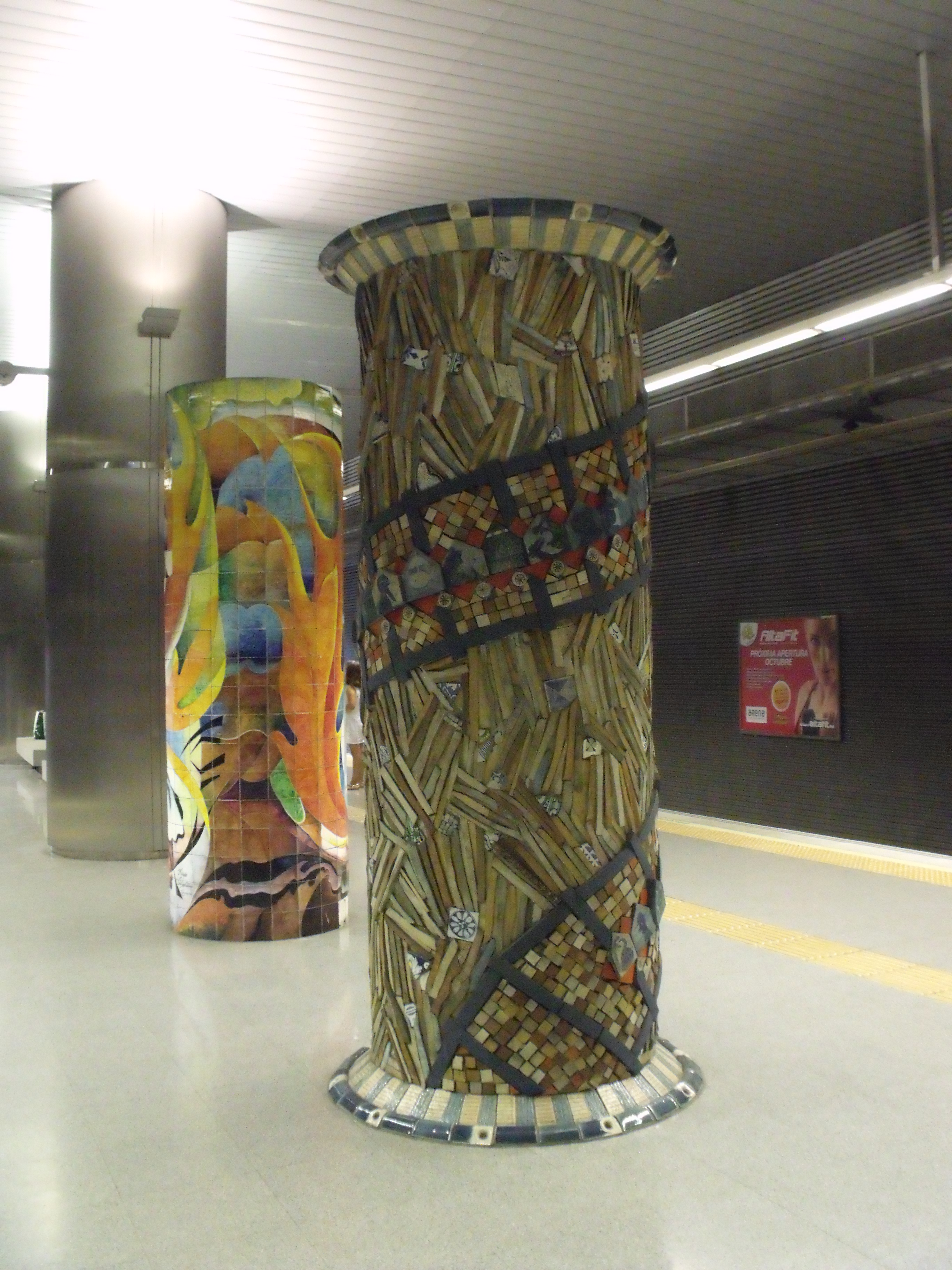
Manises
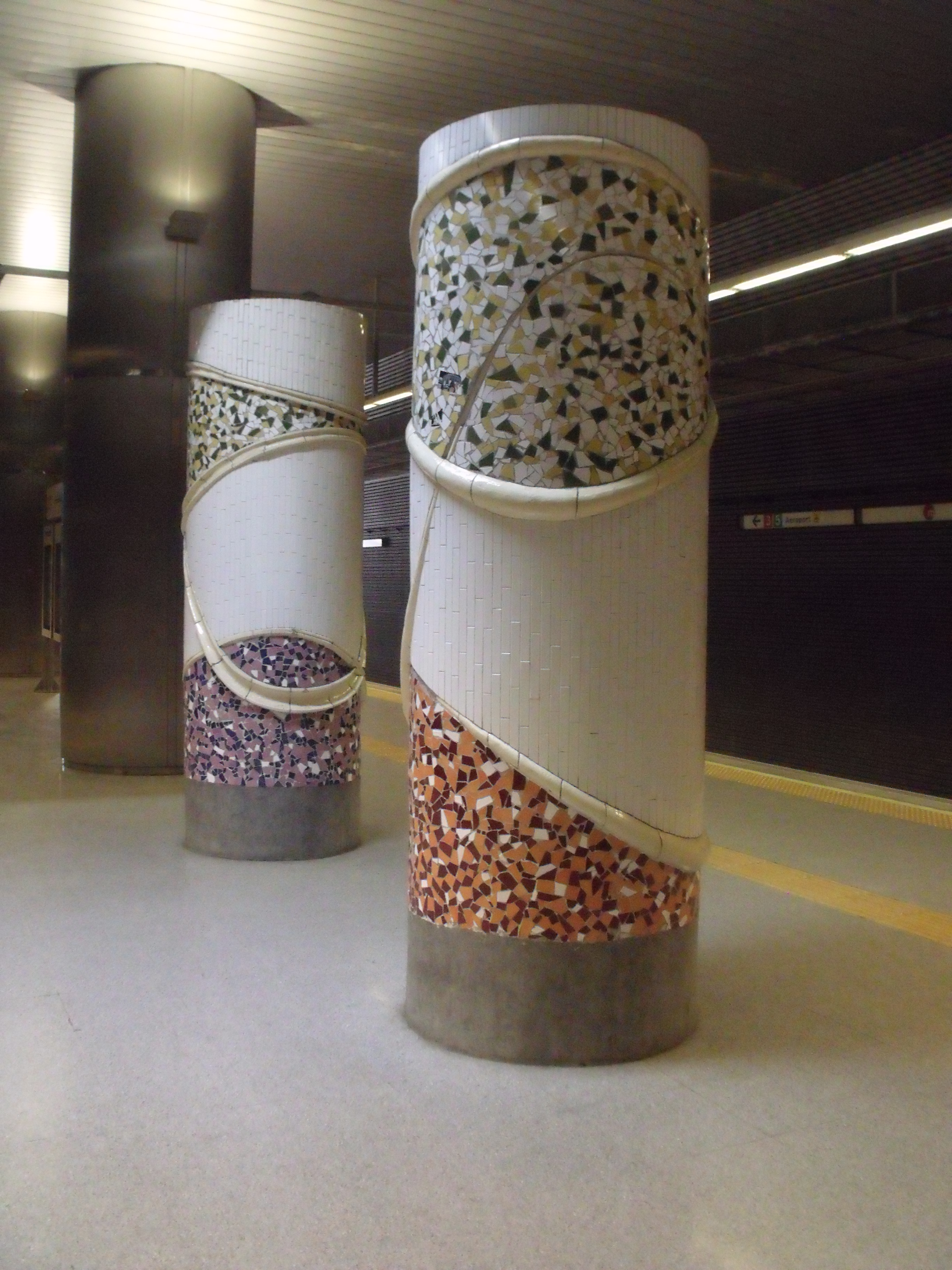
Rosas
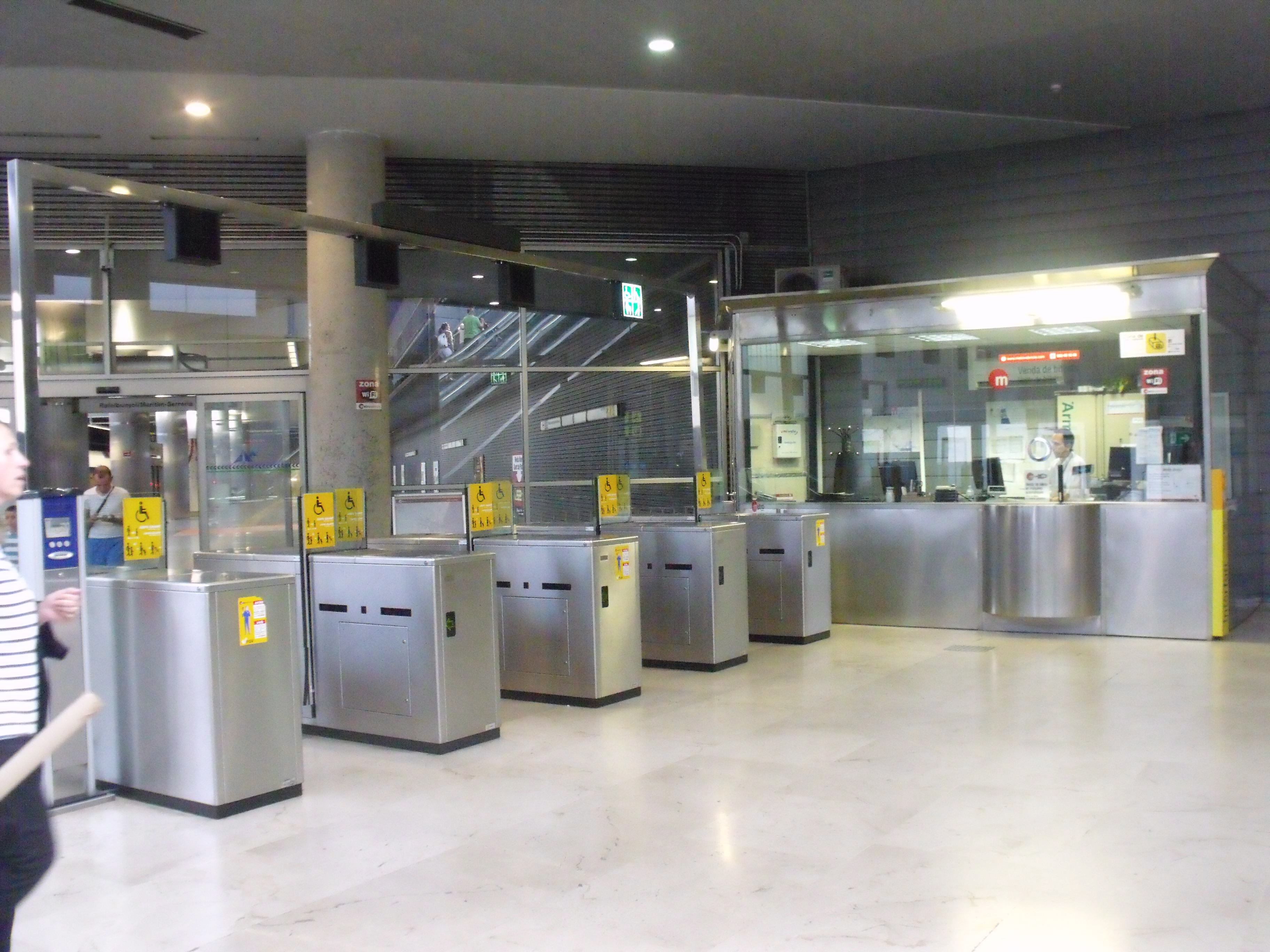
Aeroport